# 刘三春
刘三春又名刘山村（1911年—1933年11月24日），男，山东章丘人，曾就读于私立齐鲁中学（现济南第五中学）。于1929年秘密加入中国共产党，曾任东北人民革命军南满第1游击大队政治委员。1933年11月24日，刘三春在与杨靖宇率领的东北人民革命军第一独立师，合作围攻三源浦警备司令部时牺牲。

## 组建抗日队伍
1911年刘三春出生于山东省章丘县，就读私立齐鲁中学，1929年加入中国共产党，于1931年前往奉天市开展中共地下党工作。不久被捕入狱，由于党组织的营救和九一八事变的发生，得以释放，此后赴柳河任小学教员。1932年1月与王仁斋共同组建柳河游击连，并任连长。1932年6月，柳河游击连与海龙工农义勇军合并，改称海柳工农义勇军，加入辽宁民众自卫军第九路军，刘三春被任命为政委。1932年10月，第九路军被击溃，12月部队解散。此后刘三春潜回柳河四道河，继续海柳工农义勇军的工作。1933年9月14日，海柳工农义勇军被编为东北人民革命军南满第一游击大队，受命于时任中共满洲省委军委代理书记、东北人民革命军第一独立师，师长兼政委的杨靖宇。同年11月初，杨靖宇率部在老鹰沟与刘三春会师，决定攻打吉林省柳河县三源浦的日伪军司令部。24日晚10时许，部队活捉日本稽查局长，缴获全部弹药，刘三春于战斗中身中数弹牺牲。

## 纪念
2014年9月1日，刘三春被列入中华人民共和国民政部公布的第一批300名著名抗日英烈和英雄群体名录。